# Calul de luptă (film)
Calul de luptă (în engleză War Horse) este un film regizat de Steven Spielberg, este povestea de prietenie dintre Albert, un băiat, și Joey, calul său. După izbucnirea Primului Război Mondial, chiar în primele ore de conflict, calul lui Albert e vândut cavaleriei britanice. Joey ajunge direct pe front și nimerește în mâinile germanilor, care nu se jenează să folosească orice pot de la adversarii lor. Albert e prea tînăr pentru a putea merge la război, dar nu mai poate sta nici acasă, gândindu-se la necazurile celui mai bun prieten. Băiatul pornește într-o misiune de ajutor pentru a-și elibera calul.

## Subiect
Ochii lui Albert Narracott (Jeremy Irvine) sunt larg deschiși și inima stǎ sǎ-i sarǎ din piept. Acesta este martorul unui eveniment inedit – nașterea unui mânz de rasǎ. Admirația pe care acesta o deține pentru mânz este farǎ de limite. Zilnic, îl privește cum merge la galop alǎturi de mama lui pe câmpia însoritǎ. O zi obișnuitǎ la ferma unde trǎiește în chirie familia Narracott se transformǎ într-o zi de neuitat pentru tânǎrul Albert. Tatǎl sau, Ted (Peter Mullan) tocmai s-a intors de la târgul local Însoțit de nimeni altul decât frumosul mânz, pe care l-a câștigat la o licitație. Din pǎcate pentru familia Narracott, achiziția calului i-a lǎsat fǎrǎ banii de chirie, iar condiția bătrânului nu-i permite sa dreseze calul pentru a trage plugul dupa el. Albert nu sta mult pe gânduri și își asumǎ el responsabilitatea pentru a dresa calul. În scurt timp, intre cei doi se leagǎ o prietenie nemaivazutǎ, iar mânzul în continuǎ creștere primește numele Joey. Blândețea cu care băiatul se apropie treptat de mânz se dovedește a fi un succes.

## Legǎturi externe
- War Horse (2011)
- Calul de luptǎ